# Geranomyia propera
Geranomyia propera är en tvåvingeart som först beskrevs av Alexander 1949.  Geranomyia propera ingår i släktet Geranomyia och familjen småharkrankar. Inga underarter finns listade i Catalogue of Life.